# Belmontet
Belmontet era una comuna francesa situada en el departamento de Lot, en la región de Occitania, que el 1 de enero de 2016 pasó a ser una comuna delegada de la comuna nueva de Montcuq-en-Quercy-Blanc al fusionarse con las comunas de Lebreil, Montcuq, Sainte-Croix y Valprionde.
En 2020 se disolvieron las comunas delegadas de la nueva comuna y se eliminaron los antiguos límites municipales.

## Demografía
| Gráfica de evolución demográfica de Belmontet entre 1800 y 2013 |
|                                                                 |

Los datos demográficos contemplados en este gráfico de la comuna de Belmontet se han cogido de 1800 a 1999 de la página francesa EHESS/Cassini, y los demás datos de la página del INSEE.